# Дружество на руските художници в България
Дружеството на руските художници в България е творческо сдружение на руските художници в България, което съществува в периода 1929-1944 г.

## История
Основано е на 29 декември 1929 г. в град София, Царство България. Първи председател е живописецът Иван Крилов, а негови наследници са Евгений Ващенко (1934-1938) и Николай Ростовцев (след 1938). За своето съществуване дружеството организира шест изложби, като всичките се провеждат в София и през следните години: 1930, 1936, 1938, 1939, 1942 и 1943 г.
През 1944 г., вследствие на договора за премирие между България и Антихитлеристката коалиция, дружеството е включено от българското правителство в списък с организации, които извършват враждебна дейност към Съюза на съветските социалистически републики. Този акт има негативни последици върху сдружението, въпреки че направената проверка не потвърждава наличието на такава дейност у организацията. Дружеството отменя планираната изложба за 1945 г. и прекратява своето съществуване. 2019 г.  Нов председател с официален статут с БУЛСТАТ 206050332 Марина Еременко. 
През годините в дружеството членуват: Григор Агаронян, Валериан Воронин, Николай Глинский, Василий Ковалевский, Владимир Коренев, Николай Кушнаревский, Иван Лазаренко, Вадим Лазаркевич, Михаил Малецкий, Иван Похлебин, Алексей Селецкий ,  Марина Еременко и други.